# The Choppy Bumpy Peaches
The Choppy Bumpy Peaches est un groupe luxembourgeois de rock.

## Histoire
Le groupe est formé en 2014 et sort son premier EP, Melocoton, deux ans plus tard. En 2017, The Choppy Bumpy Peaches remporte le prix de la meilleure chanson aux Screaming Fields pour la chanson 29,. Ils étaient également en tête d'affiche de Rock the South, où ils avaient déjà participé au concours l'année précédente. Ils étaient également présents au Food for Your Senses. Le single Darjeeling apparait sur l'album Sgt. Konfuzius and the Flowers of Venus sont annoncés et arrivent sur le marché en février 2018.
Après cette sortie, ils donnent trois concerts en Angleterre et au Luxembourg, entre autres, au Rock um Knuedler. En novembre, ils sont en première partie du groupe américain The Flaming Lips au Rockhal, et sortent la chanson Gugu de près de 14 minutes.
Après une performance aux Sonic Visions 2019, The Choppy Bumpy Peaches sort trois chansons avec trois clips chacune en 2020 : Hai, Mystik Basilik et Magnum Opus. Elles sont enregistrées au cours de l’été de l’année précédente et étaient censés faire partie de leur EP, ce qui ne sera pas le cas en raison de la pandémie de Covid-19. Par la suite, tout devient calme autour du groupe, notamment car les musiciens étudient tous dans d'autres pays. En mars 2021, le groupe donne deux autres concerts à La Rotonde et en février 2022, ils se produisent au Beautiful Decay Festival à Kärch.

## Discographie

### Album studio
- 2018 : Sgt. Konfuzius and the Flowers of Venus

### EP
- 2016 : Melocoton

### Singles
- 2017 : Darjeeling
- 2018 : Into (live)
- 2019 : Daffodils
- 2019 : Gugu
- 2020 : Hai
- 2020 : Mystik Basilik
- 2020 : Magnum Opus